# City of Adelaide
Koordinaten: 34° 56′ S, 138° 36′ O

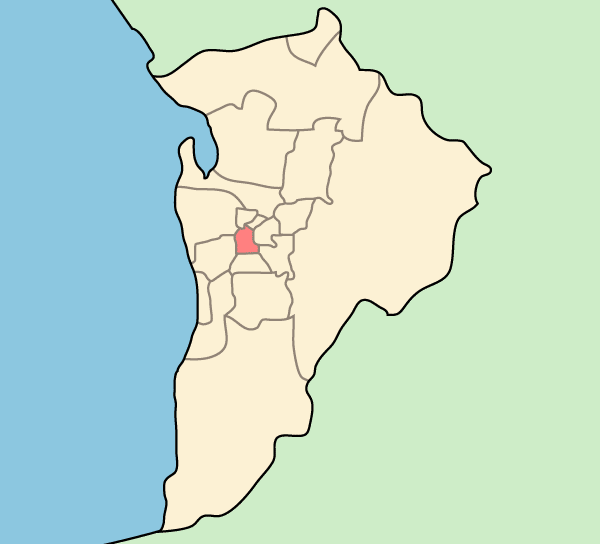
Lage der City of Adelaide im Stadtgebiet

Die City of Adelaide ist ein lokales Verwaltungsgebiet (LGA) im australischen Bundesstaat South Australia. Adelaide City liegt im Zentrum der Metropole Adelaide, der Hauptstadt von South Australia. Das Gebiet ist 16 km² groß und hat 25.026 Einwohner (2021).
Die City liegt im Zentrum der Stadt etwa 10 km von der Küste entfernt. Das Gebiet beinhaltet zwei Stadtteile, den Central Business District (auch als South Adelaide bezeichnet) und North Adelaide. Außerdem gehört die 7,6 km² große Parkanlage der Adelaide Park Lands zur City. Der Verwaltungssitz des Councils befindet sich im Stadtteil Adelaide.
Eine der Attraktionen des Central Business Districts ist der Central Market.
North Adelaide besteht vorwiegend aus Wohngebiet und ist von den Park Lands umschlossen. Das Adelaide Oval ist ein Cricket-Stadion für etwa 50.000 Zuschauer aus den 1870er Jahren, das nicht nur Cricket-Länderkämpfe beheimatet, sondern auch für andere Sportarten und für Musikkonzerte genutzt wird.
Zu den Park Lands gehört auch der Victoria Park, der eine Pferde- und eine Motorrennstrecke enthält. Dieser Adelaide Street Circuit beheimatete von 1985 bis 1995 den Australian Grand Prix der Formel 1. Auf der Tennisanlage des Memorial Drive Park wurden in den 1930er Jahren eine Zeit lang die Australian Open ausgetragen, eines der vier wichtigsten Tennisturniere der Welt. Weitere Gebäude und Einrichtung innerhalb der Park-Lands-Grenzen sind der Zoo von Adelaide, das Aquatic Centre (Hallenbad), die Art Gallery of South Australia (Kunstmuseum), mehrere Universitäts- und High-School-Gebäude, das Royal Hospital sowie der offizielle Wohnsitz des Governors von South Australia.

## Verwaltung
Der Adelaide City Council wurde 1840 als erste lokale Verwaltungsbehörde überhaupt in Australien eingesetzt. Heute hat er zwölf Mitglieder: Sechs Ward Councillors werden von den Bewohnern der drei Wards gewählt (je zwei aus North, Central und South Ward). Diese drei Bezirke sind unabhängig von den Stadtteilen festgelegt. Die fünf Area Councillors sowie der Ratsvorsitzende und Mayor (Bürgermeister) werden von allen Einwohnern der City gewählt. Der Mayor von Adelaide City trägt seit 1919 den Titel Lord Mayor. Er ist gleichberechtigt zu den Mayors der anderen LGAs von Adelaide, übernimmt aber die repräsentativen Aufgaben für die gesamte Stadt.

## Städtepartnerschaften
- Austin,  Texas,  Vereinigte Staaten
- Christchurch,  Neuseeland
- George Town,  Malaysia
- Himeji,  Japan